# Cleora euboliaria
Cleora euboliaria là một loài bướm đêm trong họ Geometridae.